# Ludolph Schrader
Ludolph Schrader (ur. 1531 w Brunszwiku; zm. 8 lipca 1589 tamże) – niemiecki prawnik, profesor i rektor Uniwersytetu Viadrina we Frankfurcie nad Odrą.

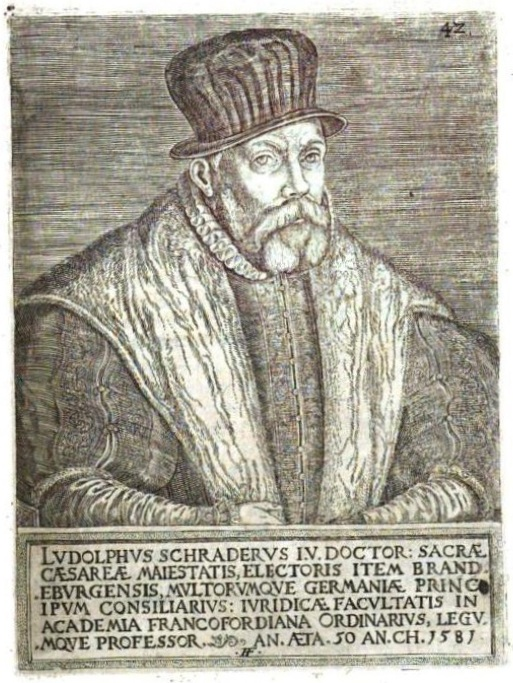
Ludolph Schrader

## Życiorys
Studiował w Wittenberdze (1545), Lipsku (1547) i Bolonii (1553), gdzie uzyskał promocję na doktora nauk prawnych.
Od 1553 prowadził wykłady na Uniwersytecie w Wittenberdze, od 1558 profesor zwyczajny na Uniwersytecie Viadrina we Frankfurcie nad Odrą. Tam uczył do 1584. Rektor Alma Mater Viadrina w 1559, 1568, a także od 1579.
W 1566 poślubił Catharinę Gastmeister.

## Bibliografia

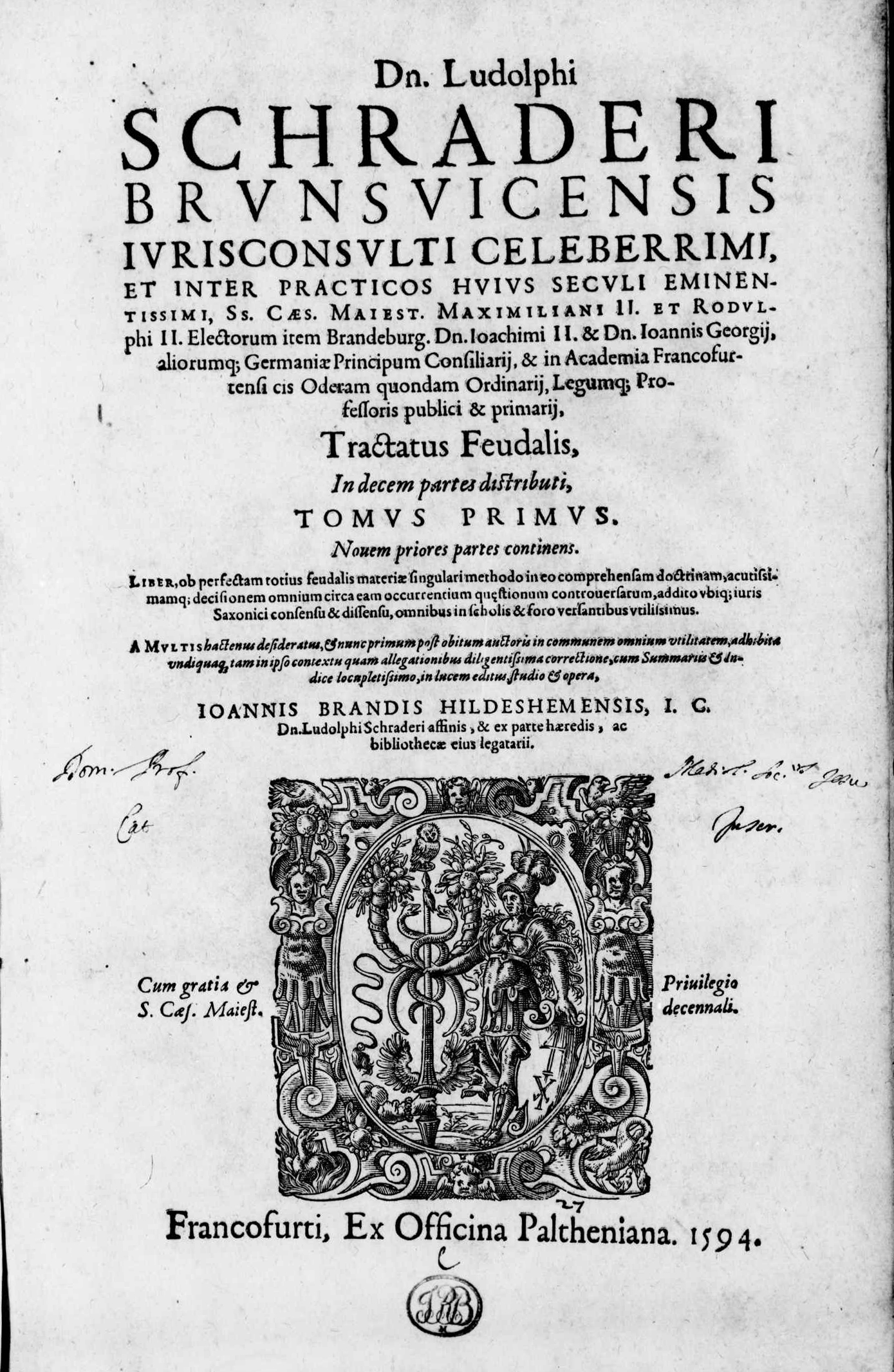
Tractatus feudalis, 1594